# Ришар Сен-Викторский
Ришар Сен-Викторский (ок. 1110—1173) — французский философ

, теолог, представитель мистицизма, шотландец по происхождению, ученик Гуго Сен-Викторского, приор монастыря Святого Виктора в Париже, преподаватель Сен-Викторской богословской школы. Развивал идеи Гуго Сен-Викторского и Бернара Клервоского. Пытался примирить веру и разум с приоритетом веры. Ставил мистическое созерцание выше логического мышления.

## Учение
Согласно Фоме Аквинскому, Ришар (Richardus) проводил различие между contemplatio («созерцанием»), meditatio («раздумьем») et cogitatio («мышлением»). Мышление связано с «чувственными восприятиями» (perceptiones sensuum) и воображением (imaginationes). Раздумья-медитации связаны с постижением принципов. Созерцание означает не что иное как интуицию истины.

## Труды
- Expositio difficultatum suborientium in descriptione Tabernaculi foederis (Объяснение затруднений, появляющихся при описании Скинии собрания).
- Expositio cantica canticorum (Объяснение песни песней).
- De Trinitate (О Троице).
- Liber exercitionum.
- De gratia contemplationis, seu Benjamin major (О благодати созерцания, или Вениамин Старший).
- De preparatione animi ad contemplationem, liber dictus Benjamin minor (О приуготовлении души к созерцанию, или Вениамин Младший).
- De quatuorgradibus violentiae charitatis (О четырёх ступенях пылающей любви).
- Tractatus exceptionum (Трактат извлечений).